# Bing Crosby Sings the Song Hits from...
Bing Crosby Sings the Song Hits from... – album muzyczny Binga Crosby’ego wydany w 1951 roku przez Decca Records, zawierający utwory z różnych musicali filmowych. Crosby nie wystąpił w tych filmach, ale postanowił nagrać pochodzące z nich piosenki, ponieważ zyskały one dużą popularność.

## Lista utworów

### strona 1
| 1. | „Marrying for Love” (z filmu Call Me Madam)                    | 2:54  |
|    |                                                                |       |
| 2. | „The Best Thing for You (Would Be Me)” (z filmu Call Me Madam) | 3:20  |
|    |                                                                |       |
| 3. | „If I Were a Bell” (z filmu Guys and Dolls) (z Patty Andrews)  | 3:08  |
|    |                                                                |       |
| 4. | „I've Never Been in Love Before” (z filmu Guys and Dolls)      | 2:54  |
|    |                                                                |       |
|    |                                                                | 12:16 |
|    |                                                                |       |

### strona 2
| 1. | „The Little Gray House” (z filmu Lost in the Stars)          | 3:00  |
|    |                                                              |       |
| 2. | „Stay Well” (z filmu Lost in the Stars)                      | 2:53  |
|    |                                                              |       |
| 3. | „The Yodel Blues” (z filmu Texas, Li'l Darlin)               | 3:17  |
|    |                                                              |       |
| 4. | „The Big Movie Show in the Sky” (z filmu Texas, Li'l Darlin) | 2:59  |
|    |                                                              |       |
|    |                                                              | 12:09 |
|    |                                                              |       |